# Urałmasz
Urałmasz (ros. Уралмаш) – druga stacja jedynej linii znajdującego się w Jekaterynburgu systemu metra.

## Charakterystyka
Położona w rejonie ordżonikidzewskim, jednym z najgęściej zaludnionych obszarów Jekaterynburga. Pod względem ruchu pasażerskiego stacja obsługuje prawie 20 tysięcy pasażerów dziennie. Znajduje się w pobliżu jednego z największych zakładów przemysłowych miasta i regionu, fabryki Urałmasz, która jednocześnie nadaje nazwę przystankowi metra. Prace przygotowawcze pod konstrukcję stacji ruszyły wraz z całym systemem jekaterynburskiej kolei podziemnej, w 1982 roku. Budowa rozpoczęła się w drugiej połowie 1984 roku, gdy rozpoczęto drążenie tuneli w stronę stacji Prospektu Kosmonautów. Hydrologiczne i geologiczne warunki okazały się zdecydowanie lepsze niż w przypadku poprzedniej stacji, co sprawiło, że prace posuwały się w sposób dynamiczny. Początkowo patronem stacji miał zostać bolszewicki patron całego rejonu, Sergo Ordżonikidze, ale po rozpadzie Związku Radzieckiego odstąpiono od tego pomysłu.
Stacja Urałmasz została otwarta 27 kwietnia 1991 roku. Sufitowi nadano formę tuby o sklepieniach żebrowych. Ściany wyłożone szarym i biało-szarym marmurem, a posadzki granitem. Dekoracje nawiązują do wspomnianej fabryki Urałmasz, przedstawiają ciężką pracę ludzi, a także maszyny i inne sceny związane z przemysłem ciężkim. Elementy ozdobne mające uczcić niedoszłego patrona stacji, Sergo Odżonikidze, nie zostały uwzględnione w ostatecznym wystroju stacji. Udostępniana pasażerom od godziny 6 rano do północy. Po opuszczeniu terenu stacji możliwa jest szybka przesiadka do komunikacji autobusowej lub tramwajowej.